# Федьковцы
Федьковцы (укр. Федьківці) — село в Вишневецкой поселковой общине Кременецкого района Тернопольской области Украины.
До 2020 года входило в Збаражский район.
Код КОАТУУ — 6122488180. Население по переписи 2001 года составляло 531 человек.

## Географическое положение
Село Федьковцы находится на правом берегу реки Горынь,
выше по течению на расстоянии в 0,5 км расположено село Кинаховцы,
ниже по течению примыкает село Старый Вишневец,
на противоположном берегу — село Загородье и посёлок Вишневец.

## Объекты социальной сферы
- Клуб.
- Фельдшерско-акушерский пункт.